# Vicente Gil
Vicente Gil Sáez (Madrid, 16 maggio 1954) è un ex cestista spagnolo, professionista nella Liga ACB.

## Carriera
Con la Spagna ha disputato i Campionati europei del 1985.

## Palmarès
- Copa Príncipe de Asturias: 1

Estudiantes Madrid: 1986